# Pierre-Julien Eymard
Pere Julià Eymard, o Pierre-Julien Eymard   (La Mura, 4 de febrer de 1811 - La Mura, 1 d'agost de 1868) fou un sacerdot catòlic francès, fundador de dues congregacions religioses (la Congregació del Santíssim Sagrament i les Serventes del Santíssim Sagrament) i venerat com a sant.

## Vida
Eymard va néixer a 1811 a La Mure (Isère, França). Va ingressar al seminari, però va haver-ne de marxar a causa de la seva mala salut. No obstant això, va ser ordenat sacerdot el 20 de juliol de 1834, a la diòcesi de Grenoble. El 1839, entrà a la Societat de Maria (els pares i germans maristes) on va treballar com a conseller espiritual dels seminaristes i preveres. Treballà amb el Tercer Orde de Maria i altres organitzacions de seglars i va promoure la devoció a la Mare de Déu i a l'Eucaristia, particularment en les Quaranta Hores.
Va ser nomenat provincial de la Societat de Maria (Maristes) a Lió el 1845. El 1856, Eymard va fundar la Congregació de Preveres del Santíssim Sagrament i el 1858, juntament amb Marguerite Guillot, va fundar una congregació laica femenina, les Serventes del Santíssim Sagrament.
La Congregació del Santíssim Sagrament va començar a treballar amb nens, a París, per preparar-los per a la Primera Comunió. També va adreçar-se als catòlics no practicants, convidant-los a penedir-se'n i a tornar a combregar. Eymard proposava la comunió freqüent, idea a la que va donar suport Pius X el 1905.
Al llarg de la seva vida, va haver de superar contínuament dificultats: des de la pobresa de la seva família i l'oposició del seu pare al sacerdoci, fins a la falta de mitjans de la nova comunitat que havia fundat, passant pels anys de malaltia, un desig jansenista d'arribar a la perfecció interior o els obstacles per a les aprovacions episcopal i pontíficia de les seves comunitats. Va conèixer i tenir amistat amb altres sants com Pere Chanel, Joan Maria Vianney i Marcel·lí Champagnat.
Auguste Rodin, el conegut escultor, va voler entrar a la Congregació del Santíssim Sagrament el 1862, després de la mort de la seva germana, deixant l'escultura. Eymard va aconsellar-lo i, veient el seu talent, li digué que tornés a la seva vocació artística i s'hi dediqués. Més tard, Rodin fondria un bust d'Eymard.
Eymard morí l'1 d'agost de 1868 a La Mure. Va ser declarat venerable el 1908, beat el 1925 i sant el 1962, per Joan XXIII. La seva festivitat se celebra el 3 d'agost. És anomenat Apòstol de l'Eucaristia.